# Kalvtjärnen (Lidens socken, Medelpad)
Kalvtjärnen är en sjö i Sundsvalls kommun i Medelpad och ingår i Indalsälvens huvudavrinningsområde.